# Tàu ngầm lớp Toti
Tàu ngầm lớp Toti là loại tàu ngầm do Ý sản xuất những năm 1960. Đây là loại tàu ngầm đầu tiên do Ý thiết kế và chế tạo từ sau chiến tranh thế giới thứ hai. Chúng được thiết kế tương đối nhỏ gọn để thực hiện nhiệm vụ đi tuần ven biển cũng như tìm và diệt các tàu ngầm khác. Việc đóng tàu đã được dự định tiến hành trong những năm 1950 nhưng đã bị đình lại do phải chỉnh sửa phần lớn thiết kế, thiết kế cuối cùng đã được duyệt năm 1964 và việc đóng tiếp tục từ năm 1965 đến 1969 bốn chiếc trong lớp này đã được đóng. Chúng hoạt động trong lực lượng hải quân Ý cho đến năm 1990.